# Podskały
Podskały – polana na grzbiecie górskim pomiędzy Gorcem Troszackim i Jaworzyną w Gorcach. Położona jest na wysokości 940–1020 m n.p.m., a jej nazwa pochodzi od Białych Skał znajdujących się w lesie sporo powyżej polany. Ma powierzchnię 11,17 ha.
Polana ma duże walory krajobrazowe i przyrodnicze, ale także kulturowe. Na polanie stoi jeden zrekonstruowany szałas oraz kilka niszczejących starych szałasów – pozostałości po dawnym pasterstwie mieszkańców gorczańskich miejscowości zwanych Zagórzanami. Budowali oni na polanach dwuizbowe szałasy ze stromym dwuspadowym dachem krytym deskami i z przyczółkami na szczytach. Jedna z izb zwana komorą służyła jako pomieszczenie gospodarcze, druga zwana izbicą była pomieszczeniem mieszkalnym. Znajdowało się w niej obłożone dużymi kamieniami watrzysko, w którym palono ogień i nie było sufitu, aby nie zapalił się on od ognia. Natomiast był strop nad pomieszczeniem gospodarczym i służył on do magazynowania siana. Szałasy budowane był z belek drewnianych w konstrukcji wieńcowo-węgłowej, na kamiennych podmurówkach zwanych peckami. Szczeliny pomiędzy belkami były mszyte, tzn. uszczelnione mchem oraz dodatkowo oszalowane deskami.
Z polany rozległe widoki na Gorc, Kudłoń, Obidowiec, Babią Górę, Polanę Adamówka, Polanę Kudłoń i szczyty Beskidu Wyspowego. Na dużej tablicy informacyjnej w górnej części polany zaprezentowana jest panorama z podpisami widocznych szczytów i polan. Polana ma również duże walory przyrodnicze – opisano na niej występowanie aż 15 różnych zbiorowisk roślinnych i wiele rzadkich i chronionych roślin. W bardziej wilgotnych miejscach wiosną zakwita rzeżucha gorzka i rzeżucha łąkowa. Z rzadkich roślin wymienić należy także gółkę długoostrogową, podkolana białego, kruszczyka błotnego i storczycę kulistą. W miejscach suchych i jałowych rośnie wśród pospolitej w górach psiej trawki chroniony dziewięćsił bezłodygowy.
Polana znajduje się na obszarze Gorczańskiego Parku Narodowego, w granicach wsi Lubomierz, w województwie małopolskim, w powiecie limanowskim, w gminie Mszana Dolna.

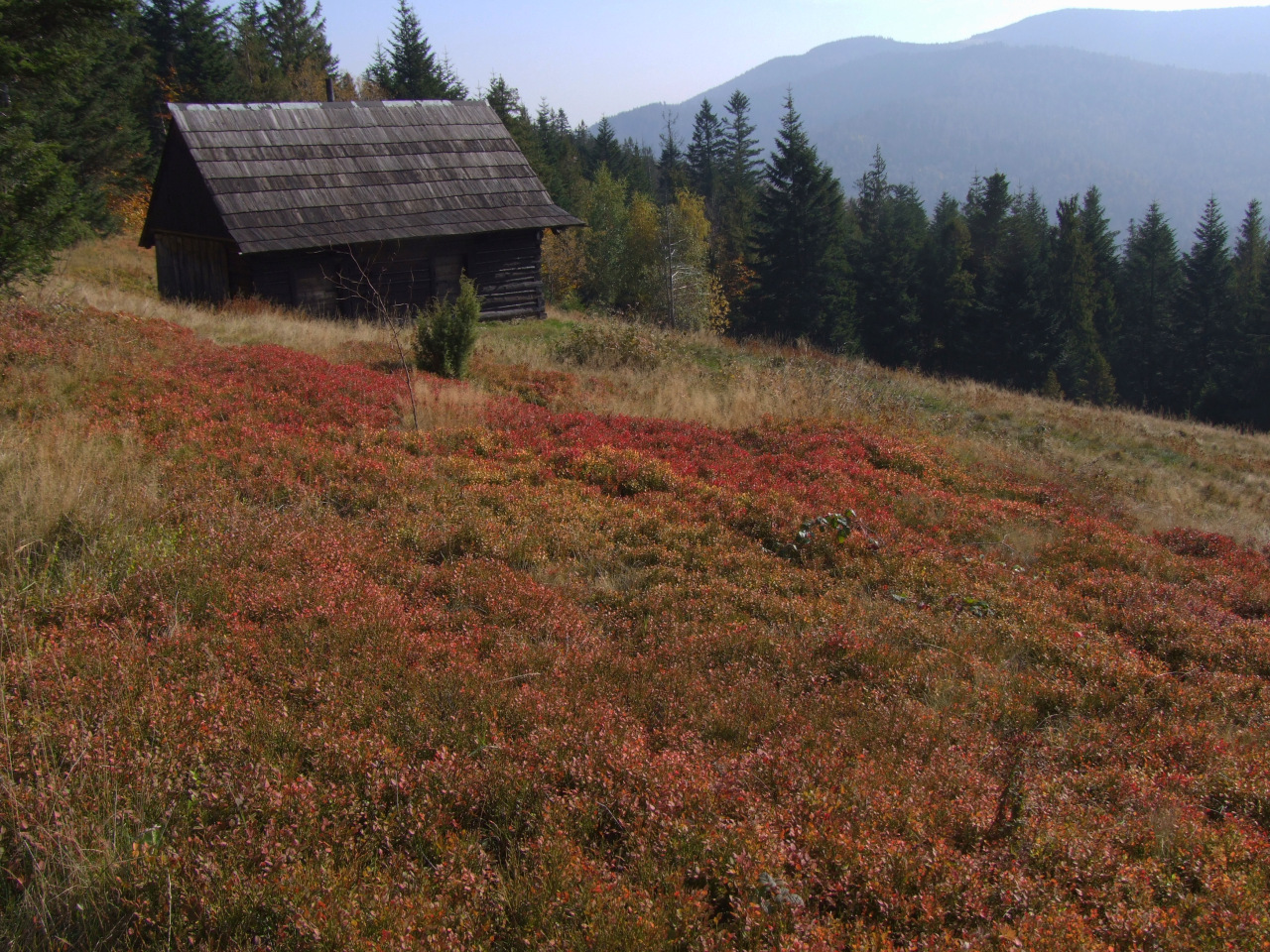
Wyremontowana bacówka
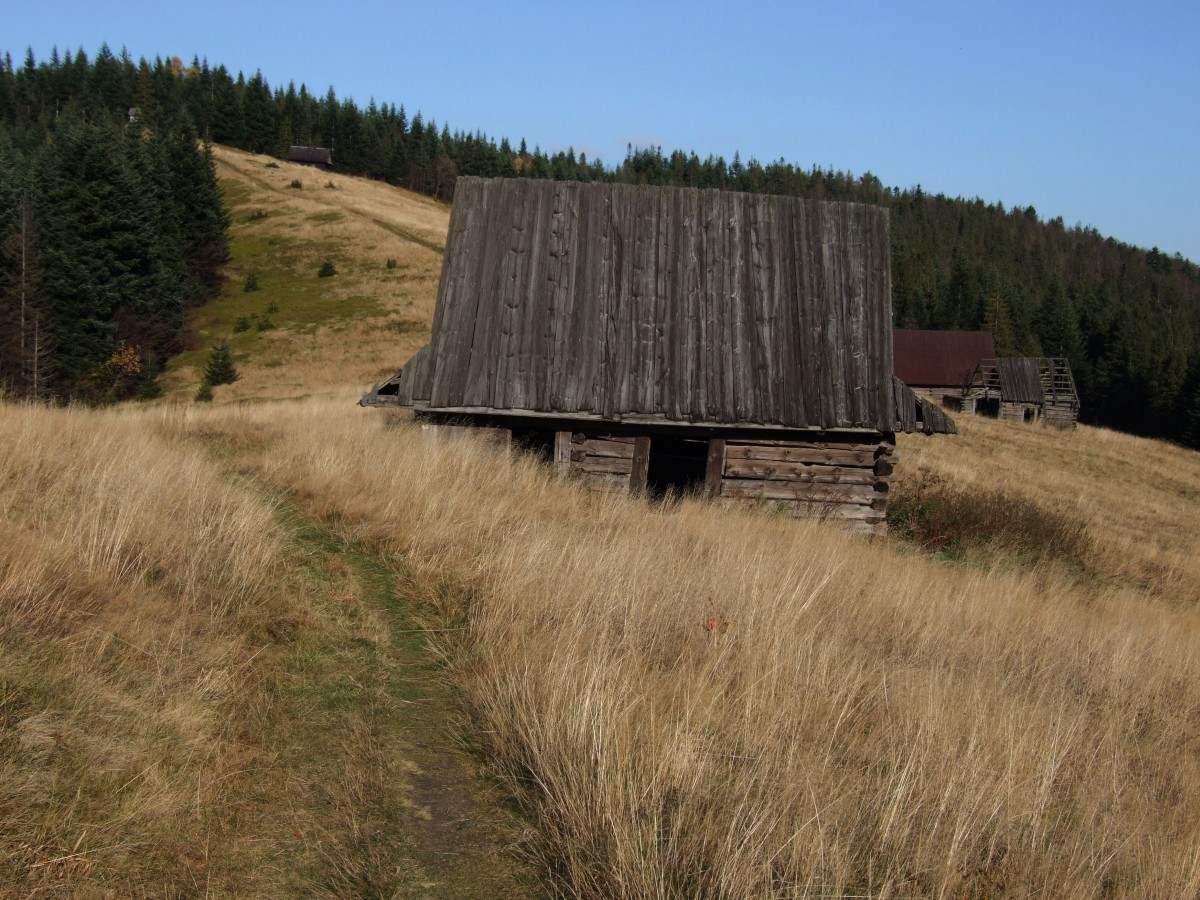
Jeden z kilku ocalałych szałasów
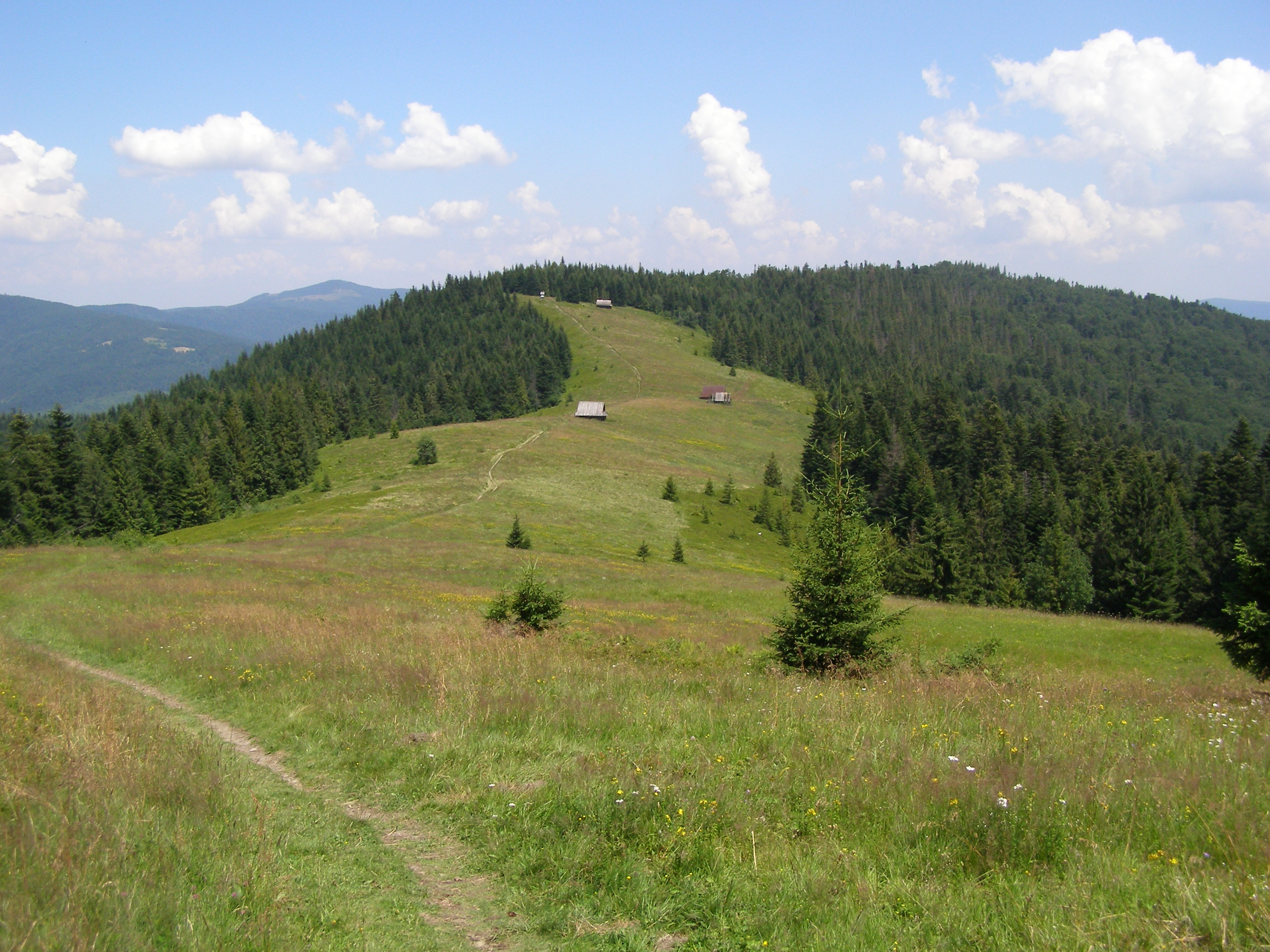
Podskały od południa
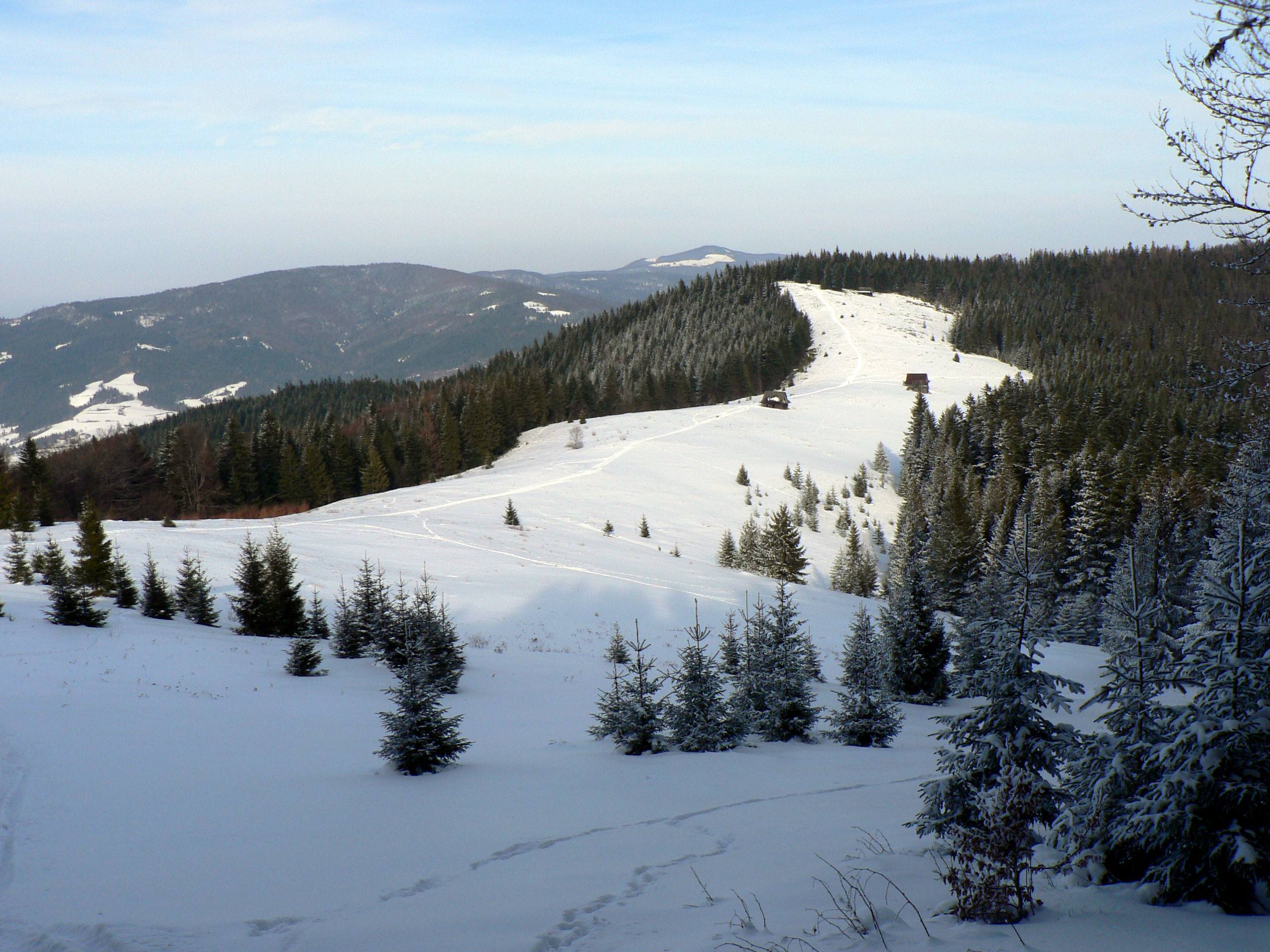
Podskały zimą

## Szlaki turystyki pieszej
przełęcz Przysłop – Pod Jaworzynką – Podskały – Adamówka – Gorc Troszacki – Kudłoń – Pustak – Przysłopek – przełęcz Borek – Hala Turbacz – Turbacz. Odległość 11,4 km, suma podejść 810 m, suma zejść 470 m, czas przejścia 3 godz. 35 min, z powrotem 3 godz.